# 한살림
한살림은 생명의 세계관을 바탕으로 도농 직거래 운동과 지역 살림 운동을 펼치는 비영리 생활협동조합이다.
2013년 기준으로 한살림과 생산약정을 맺은 유기농 농토는 1,164만평, 조합원 수는 41만 세대이다.
2016년 말 기준으로 전국 조합원 수는 59만 6천 세대, 생산자공동체는 114개, 생산농가는 2,150가구, 생산면적은 4317만3천m2, 가공생산지는 173산지, 물품공급액은 3,915억 원이다.
2017년 말 기준으로 전국 조합원 수는 64만 4천 세대, 생산자공동체는 118개, 생산농가는 2,220가구, 생산면적은 4416만5천m2, 가공생산지는 170산지, 물품공급액은 4,233억 원이다. 전국 회원생협은 23개, 매장은 217개이다.
2018년 말 기준으로 전국 조합원 수는 66만 1천 세대, 생산자공동체는 121개, 생산농가는 2,230가구, 생산면적은 4499만1천m2, 가공생산지는 166산지, 물품공급액은 4,246억 원이다. 전국 회원생협은 23개, 매장은 224개이다.

## 정신
밥상살림, 농업살림, 생명살림을 모토로 모심, 살림, 기룸, 공진화와 같은 키워드들이 이 단체의 중심에 있다.
한살림 운동의 기본적인 방법은 저항이 아니라 대안 만들기이다.
- 최시형의 동학, 농민운동, 장일순의 생명사상이 한살림 운영철학에 녹아있다.
- 가장 기본적인 운동은 친환경-유기농산물 직거래 운동이다. 만약 도시에 사는 사람이라면 한국에서 가장 믿을 만한 먹을거리를 얻을 수 있을 것이다.
- 이미 1970~1980년대에 더 이상 화학농법으로는 농부와 도시 소비자가 지속가능하지 않다는 사실을 각성한 농민들이 한살림 1세대 생산자들이며, 현재까지 가장 강력한 생활 농민공동체를 이루고 있다. 추측컨대 한살림 먹거리에 대한 믿음은 생산자와 생산자 조직에 대한 믿음으로부터 나온다.
- 1990년대 '생산자는 소비자의 생명을, 소비자는 생산자의 생활을', '생산과 소비는 하나'라는 슬로건은 한살림 생협운동의 중요한 이념이 되었다.
- 수도물 불소화를 비롯해 한미FTA, 광우병 의심 쇠고기 수입 등 첨예한 문제들에 성명을 내고 여러 단체와 연대활동을 했다.
- 한살림 조합원들은 먹을거리의 소중함을 알아가는 과정을 통해서 생활 속에서 실천하는 대안운동을 하고 있다.
- 식량 기반 확보와 농업과 먹거리의 안전을 위한 GMO(유전자조작식품) 반대운동을 하고 Non-GMO 물품을 취급·개발하고 있다.
- 한살림선언에서부터 핵발전의 지속불가능성에 대한 경고가 있었으며, 후쿠시마 핵발전소 폭발사고 이후 자체적으로 방사성물질 검출 기준을 한국 국가기준보다 엄격하게 정하고, 한살림 농식품분석센터에서 방사성물질검사를 자체적으로 실시하고 있다.

## 공동체소비자협동조합의 시작

1988년 한살림공동체소비자협동조합 창립총회 자료집에 적힌 경과보고에 한살림의 정체성이 드러나있다.

한살림은 1986년 12월 4일 동대문구 제기동 1192번지에서 한살림농산을 개설하고, 이후 소비자 간담회와 월례회의, 연수회, 협동조합 강의 등을 거쳐 1988년 4월 21일 한살림공동체소비자협동조합 창립총회를 개최하였다. 이는 오늘날 한살림소비자생활협동조합 조직의 틀이 되었다.

1988년 한살림공동체소비자협동조합 창립총회 표지. 손과 새와 콩알을 형상화한 한살림 최초의 CI가 적용되어 있다.

## 한살림선언[6]
한살림선언(1989년)에 의하면 한살림 운동은 다음과 같다.
- 첫째, <한살림>은 생명에 대한 우주적 각성이다.
- 둘째, <한살림>은 자연에 대한 생태적 각성이다.
- 셋째, <한살림>은 사회에 대한 공동체적 각성이다.
- 넷째, <한살림>은 새로운 인식, 가치, 양식을 지향하는 '생활문화운동'이다.
- 다섯째, <한살림>은 생명의 질서를 실현하는 '사회실천활동'이다.
- 여섯째, <한살림>은 자아실현을 위한 '생활수양운동'이다.
- 일곱째, <한살림>은 새로운 세상을 창조하는 '생명의 통일활동'이다.

## 한살림 CI

Hansalim Corporate Identity

Hansalim Corporate Identity

## 연혁
- 1986년 12월: '한살림 농산' 설립(서울 동대문구 제기동)
- 1988년 4월: 한살림공동체소비자협동조합 창립
- 1988년 11월: 한살림생산자협의회 창립
- 1989년 6월: 단오 마을잔치 최초 개최(음성 성미마을)
- 1989년 10월: 한살림모임 창립, 한살림선언 발표
- 1989년 12월: 한살림청주 창립
- 1990년 2월: 한살림원주 창립
- 1990년 4월: 한살림대구 창립
- 1991년 2월: 한살림경남 창립
- 1991년 11월: '우리밀살리기운동' 시작
- 1992년 1월: 폐식용유 재활용 가루비누 최초 개발
- 1992년 11월: 제1회 한살림 가을걷이 잔치한마당 개최
- 1993년 2월: 한살림강릉 창립
- 1993년 6월: 흙살림연구모임 창립, 흙살림연구소 개소
- 1993년 7월: 한살림부산 창립
- 1993년 10월: '바른농업을 위한 정책토론회' 개최
- 1994년 2월: 사단법인 한살림으로 명칭 변경
- 1994년 11월: 환경농업단체연합회 창립 참여
- 1995년 5월: '수입식품 안전성 확보를 위한 소비자 농민 연대 모임' 발족
- 1995년 12월: '1995년 소비자가 주는 좋은 상품상' 수상(여성신문, 소비경제신문)
- 1996년 1월: '제1회 여성생산자모임' 개최
- 1996년 3월: 물류센터 준공
- 1996년 10월: 한살림 10주년 대화 한마당 '생명살림 세상을 향하여' 개최
- 1997년 10월: 일본 그린코프와 북한동포돕기 성금 모금
- 1998년 4월: 농업회사법인 한살림유한회사 설립
- 1999년 9월: '수돗물 불소화 반대 국민연대' 결성
- 2000년 1월: 아산시 산정리 유기농마을 선포식
- 2000년 3월: 한살림청주 창립
- 2000년 5월: '유전자조작식품 반대 생명운동연대' 결성
- 2000년 6월: '서울 환경상' 대상 수상
- 2000년 7월: 인터넷 홈페이지 개설, 인터넷 주문 시작
- 2001년 4월: 강원 홍천 남면 명동리 '한살림 농약 없는 마을' 선포식
- 2001년 7월: 한살림 전국소식지 창간
- 2001년 12월: 아프가니스탄 난민돕기 모금
- 2001년 12월: 한살림대전 창립
- 2002년 1월: 모심과살림연구소 설립
- 2002년 2월: 한살림여수광양 창립
- 2002년 3월: '유전자조작식품 반대' 서명 운동
- 2002년 3월: 한살림사업연합 설립
- 2002년 10월: '농업 회생을 위한 한살림 가족음악회' 개최
- 2002년 11월: 한살림천안아산 창립
- 2003년 1월: 한살림충주제천 창립
- 2003년 1월: 한살림고양 창립
- 2003년 2월: 한살림생산자모임 창립
- 2004년 3월: 한살림광주 창립
- 2004년 11월: 한살림서울 창립
- 2005년 1월: 새 물류센터 준공
- 2005년 1월: 한살림정읍전주 창립
- 2005년 11월: 한살림과천 창립
- 2005년 12월: 농림부 친환경농업대상 '소비유통부문 최우수상' 수상
- 2006년 3월: 수입쌀 반대 소비자 홍보 캠페인
- 2006년 5월: 우리생명 쌀 지킴이 기금으로 마련한 친환경 쌀(약 1억5천만원)을 북한 고성군 유치원과 남한 지역 불우이웃에 전달
- 2006년 10월: '생명평화 환경농업대축제' 공동 개최
- 2006년 11월: 한살림성남용인 창립
- 2006년 12월: 한살림 스무돌 기념 음반 제작
- 2006년 12월: 한살림운동 시작 20주년 기념 토론회 및 음악회
- 2007년 3월: 학교급식관련 연대활동, (주)한살림학교급식 설립
- 2007년 5월: 농업살림기금(총 1억6천만원) 및 지역육성기금(5천5백만원) 지원
- 2007년 8월: 한미FTA 반대 운동
- 2007년 9월: 전국 생명일꾼 어울림마당 개최
- 2007년 10월: 한일생명협동운동가 간담회 개최
- 2007년 11월: 한살림여주이천광주 창립
- 2008년 2월: 한살림경기남부 창립
- 2008년 2월: 도서출판한살림 설립, 계간 <살림이야기> 창간
- 2008년 3월: 한반도 대운하 사업계획 중단 운동
- 2008년 4월: 유전자조작 옥수수 수입 반대 운동
- 2008년 5월: 광우병, GMO 없는 안전한 학교, 병원, 군대급식 운동
- 2008년 5월: 한살림제주 창립
- 2008년 6월: 한살림 단오잔치 한마당 개최
- 2008년 8월: 전등을 끄고, 생명의 불을 켜다 캠페인
- 2008년 10월: 국내산 소 광우병 전수검사 법제화를 위한 서명운동
- 2008년 11월: 한살림 논살림팀 논습지위원회 연대활동(제 10차 람사르 총회 '논습지결의안' 채택)
- 2008년 11월: 위탁 급식을 허용하는 학교급식법 개악안 반대 운동
- 2008년 12월: 가까운 먹을거리 운동
- 2009년 2월: 제1차 한살림 대회
- 2009년 3월: 한살림 생산공동체 마을조사사업 진행
- 2009년 4월: 논생물다양성 조사활동 및 도농교류활동 시작과 한일교류회
- 2009년 9월: 한살림 생산, 구매, 물류 연찬회
- 2009년 10월: 호혜를 위한 아시아 민중기금 참여
- 2009년 10월: 한살림 선언 20주년 기념행사
- 2009년 10월: 다시쓰는 한살림선언과 한살림운동 읽기모임 진행 및 초안 발간
- 2009년 12월: 한살림고양 1만 조합원 맞이 행사
- 2009년 12월: 한살림청주 20주년 기념행사
- 2010년 2월: 제23차 정기총회 김민경 신임회장 취임
- 2010년 2월: 아이티 재난구호 성금 모금 활동
- 2010년 6월: 한살림원주 25주년 기념행사
- 2010년 8월: 인농 박재일 회장 별세
- 2010년 9월: '2010 슬로푸드 테라마드레 행사' 공동주관
- 2010년 10월: 파키스탄 홍수피해 생산자 지원모금 활동
- 2010년 11월: 아프리카 텃밭 만들기 지원
- 2010년 12월: 한살림생산지 이상기후 피해 모금 활동
- 2010년 12월: 한살림연합 발기인대회 개최
- 2011년 6월: 세계협동조합의 해 기념 심포지엄
- 2011년 8월: 우리보리 자급사료화 협약식 및 (가칭) 우리보리살림협동조합 발족식
- 2011년 9월: 새 물류센터 신축공사 기공식
- 2011년 9월: '무위당 장일순의 삶과 수묵전' 개최
- 2011년 11월: 한살림경기서남부 창립(한살림천안아산에서 분화)
- 2011년 12월: 한살림햇빛발전협동조합 창립총회
- 2012년 2월: 한살림연합 창립, 이상국 상임대표 취임
- 2012년 4월: 일본 지진피해 모금 활동
- 2012년 6월: 방사능 오염과 먹을거리 위기에 대한 성찰과 모색 토론회
- 2012년 8월: 인농 박재일 선생 1주기 추모행사
- 2012년 11월: 한살림경북북부 창립
- 2012년 12월: 한살림 25주년 행사
- 2012년 12월: 한살림햇빛발전협동조합 창립
- 2013년 10월: 남양주시 슬로푸드국제대회 참가
- 2013년 10월: 제4차 호혜를위한아시아민중기금 정기총회 (한살림 주관)
- 2013년 11월: 한살림마을(정비조합) 창립총회
- 2013년 10월: 필리핀 기후재앙 돕기 성금(30,171,961원) 한국희망재단 전달
- 2013년 11월: 한살림물류지원협동조합 창립
- 2013년 12월: 한살림안성물류센터 완공
- 2014년 1월: 가격안정기금(농축산물의 생산•소비 불안정성 해소 및 조합원의 이용 가능한 물품가격 형성) 조성 시작
- 2014년 1월: 밀양 햇빛버스 및 송전탑 농성장 햇빛발전기 기증(250w급 8기)
- 2014년 5월: 무위당 장일순 선생 20주기 추모 행사
- 2014년 6월: 한살림식생활교육센터 농림축산식품부 장관상 수상
- 2014년 8월: 인농 박재일 선생 4주기 추모 이야기 마당
- 2014년 9월: 한살림농식품분석센터 설립협약(한살림-국립한경대학교)
- 2014년 9월: 국제유기농업상(One World Award) 금상 수상
- 2014년 9월: 쌀 관세화(전면 개방) 반대 한살림 캠페인
- 2014년 12월: 한살림안성마춤식품 창립
- 2015년 3월: 한살림농식품분석센터 개소
- 2015년 6월: 네팔 지진피해돕기 성금 모금[깨진 링크(과거 내용 찾기)]
- 2015년 8월: 공익재단법인 한살림재단 창립 보관됨 2017-12-01 - 웨이백 머신
- 2015년 8월: 한살림운송협동조합 창립
- 2015년 12월: 백남기농민 쾌유기원 모금 및 국가폭력 책임자 처벌 서명운동
- 2016년 2월: 한살림춘천 창립 (한살림원주에서 분화)
- 2016년 7월: 일본 구마모토현 지진피해 구호성금 전달 보관됨 2017-12-01 - 웨이백 머신
- 2016년 9월: 한살림주문상담실 출범
- 2016년 10월: 한살림 장보기 모바일어플리케이션 <한살림앱> 시작
- 2016년 10월: 한살림 30주년 생명평화축제
- 2016년 11월 : 한살림 30주년 기념 대화마당
- 2016년 12월: 한살림 30주년 기념식
- 2017년 1월: 한살림수원 창립
- 2017년 2월: GMO 표시제 개정안 규탄 성명
- 2017년 3월: 한살림연합 제7차 정기 대의원총회
- 2017년 4월: GMO 파종저지 범국민대회
- 2017년 5월: 한살림 옷되살림운동 시범사업 진행
- 2017년 5월: 2017 몬산토 반대 시민행진
- 2017년 8월: 인농 박재일 선생 7주기 이야기마당
- 2017년 8월: 공정교역협동조합 창립총회
- 2017년 8월: LMO 민관합동조사반 운영
- 2017년 8월: 피플스페어트레이드쿱 창립총회
- 2017년 8월: 인도 달리트 유기농협동조합 기금 전달
- 2017년 8월: 네팔 타플레구 주민역량강화 프로젝트 지원금 전달 보관됨 2017-12-01 - 웨이백 머신
- 2017년 9월: 한살림 탈핵선언
- 2017년 10월: 한살림 반지의 날 행사
- 2017년 11월: 친환경농업 인증제도 개선 토론회
- 2017년 12월: 한살림펀딩 창립총회
- 2017년 12월: 공공급식 국제컨퍼런스 개최
- 2017년 12월: 슬로푸드협회 아프리카텃밭 조성 후원 감사패 수상
- 2018년 3월: 후쿠시마 핵발전소 사고 7주기 퍼레이드 행사
- 2018년 3월: 한살림연합 제8차 정기 대의원총회
- 2018년 3월: GMO완전표시제 청와대 청원 기자회견
- 2018년 3월: GMO완전표시제 20만 청와대 청원
- 2018년 5월: 2018 몬산토반대시민행진
- 2018년 5월: 민중교역 컨퍼런스 공동개최
- 2018년 5월: 2018 옷되살림운동 옷 110톤 모음 및 파키스탄 학교 지원
- 2018년 7월: 한살림연합 제1회 식생활포럼:채식을 통한 생명살림
- 2018년 8월: 한살림재단 팔레스타인 가자지구 농민 전동휠체어 지원 모금
- 2018년 9월: 한살림 자원순환 토론회
- 2018년 9월: 한살림 탈핵워크숍 1차(경주)
- 2018년 9월: 농정대개혁 촉구 촛불문화제 및 결의대회
- 2018년 10월: 한살림 탈핵워크숍 2차(대전)
- 2018년 11월: 정부의 GM감자 안전성승인과 수입허용 대한 한살림 입장 보관됨 2019-04-19 - 웨이백 머신
- 2019년 1월: ㈜한살림사업연합 출범 보관됨 2019-03-14 - 웨이백 머신
- 2019년 3월: 2019년 한살림연합 제9차 정기대의원총회 보관됨 2019-03-23 - 웨이백 머신
- 2019년 4월: 강원도산불피해 기부 쌀 전달[깨진 링크(과거 내용 찾기)]
- 2019년 5월: 국회 GM감자 강연회[깨진 링크(과거 내용 찾기)]
- 2019년 5월: 2019 민중교역 컨퍼런스[깨진 링크(과거 내용 찾기)]
- 2019년 5월: 2019 몬산토반대시민행진 March Against Monsanto[깨진 링크(과거 내용 찾기)]

## 생활협동조합[7]
한살림은 유기농산물과 안전한 농수산물을 공급하고 도시와 농촌간의 직거래운동을 전개하여 농업과 자연생태계를 살리고 더불어 사는 생명살림운동의 확산을 목적으로 설립된 비영리 생활협동조합이다.
한살림소비자생활협동조합연합회 사무실은 2020년 기준으로, 서울특별시 강남구 봉은사로81길 15(삼성동 71-2번지)에 있다.

#### 주요 사업
- 한살림운동의 확산을 위한 회원확보와 기금조성 사업
- 생명가치 실현을 위한 조사, 연구, 교육, 홍보 사업
- 도농생활공동체와 친환경농산물 직거래 및 가공 등 그 관련 사업의 결성 및 지원 사업
- 회원의 활동내용과 사업의 조정, 활동지원, 운영지도  사업
- 친환경적 지역순환농업 육성과 그 주체인 가족농 지원사업
- 생산안정 및 생산피해 지원사업
- 유관 기관 및 단체와의 교류·협력사업
- 기타 본회의 목적 달성에 필요한 사업